# محطة نطنز النووية
منشأة نطنز النووية، المعروفة رسميًا باسم منشآت الشهيد أحمدي روشن النووية، هي إحدى المنشآت الرئيسية ضمن برنامج إيران النووي، وتقع قرب مدينة نطنز. تُستخدم هذه المنشأة بشكل رئيسي لتخصيب اليورانيوم.
تضم المنشأة مرفقًا لتخصيب اليورانيوم تحت الأرض، يتمتع بدرع خرساني بسُمك يُقدّر بحوالي 7.6 أمتار، وقد بُني هذا المرفق على عمق يتراوح بين 40 و50 مترًا تحت سطح الأرض، وفقًا لما صرّحت به السلطات الإيرانية، وذلك بهدف حماية السكان وتأمين المنشأة من الهجمات الجوية المحتملة.
كُشف عن وجود هذه المنشأة لأول مرة في عام 2002 بواسطة منظمة مجاهدي خلق الإيرانية. وفي يونيو 2025، أفادت وكالة رويترز بوقوع انفجارات في محيط المنشأة خلال الضربات الإسرائيلية على إيران، وهو ما أكدته الوكالة الدولية للطاقة الذرية، التي أعلنت أن الموقع تعرض بالفعل لهجوم خلال تلك الغارات.

## وصف المنشأة
تبلغ مساحة محطة التخصيب في نطنز 100000 متر مربع مبنية على عمق 8 أمتار تحت الأرض ومحمية بجدار خرساني بسمك 2.5 متر، وهو نفسه محمي بجدار خرساني آخر. يتكون المجمع من صالتين بمساحة 25000 متر مربع وعدد من المباني الإدارية. كان هذا الموقع أحد الموقعين السريين اللذين كشف النقاب عنهما علي رضا جعفر زاده عام 2002.
زار المدير العام للوكالة الدولية للطاقة الذرية محمد البرادعي الموقع بتاريخ 21 فبراير 2003 وذكر أن 160 جهاز طرد مركزي مكتمل وجاهز للتشغيل، مع بناء 1000 جهاز آخر في الموقع. بدأ التخصيب الرسمي لليورانيومفي مصنع نطنز يوم الثلاثاء 9 فبراير 2010.
في عام 2007، أكد الرئيس الإيراني محمود أحمدي نجاد أن موقع تخصيب نطنز سيؤوي ما يقرب من 3000 جهاز طرد مركزي.
قدرت الوكالة الدولية للطاقة الذرية في تقرير لها في 19 فبراير 2009، نيابة عن الأمم المتحدة ، أن 3964 جهاز طرد مركزي كانت تعمل في نطنز، وأن 1476 جهازًا اختبر في ظل فراغ أو جاف (بدون مواد نووية) وأنه جرى تركيب 125 جهاز طرد مركزي آخر بدون استخدام.

## الضربات الإسرائيلية
تعرضت منشأة نطنز النووية في إيران لأضرار كبيرة نتيجة الغارات الجوية الإسرائيلية التي استهدفت البنية التحتية لمنشآت تخصيب اليورانيوم. وقد أكد المدير العام للوكالة الدولية للطاقة الذرية، رافايل غروسي، أن محطة توليد الكهرباء الفرعية والمباني الرئيسية لإمدادات الطاقة الكهربائية، بما في ذلك مولدات الطوارئ، قد دُمرت بالكامل. ورغم عدم وجود مؤشرات على أن القاعة التحت أرضية التي تحتوي على المركزي قد تعرضت لهجوم مباشر، فإن انقطاع التيار الكهربائي قد يكون تسبب في أضرار غير مباشرة لهذه الأجهزة، ما قد يؤثر على قدرتها التشغيلية.
أما محطة التخصيب التجريبية في نطنز، والتي كانت تقع فوق سطح الأرض، فقد دُمرت تمامًا في الهجوم بحسب الوكالة الدولية للطاقة الذرية. هذه المحطة كانت مخصصة لأغراض البحث والتطوير وتحتوي على عدد محدود من أجهزة الطرد المركزي المتقدمة، كانت تُستخدم لتخصيب اليورانيوم بنسبة تصل إلى 60٪. ويُعد تدمير هذه المنشأة ضربة مؤثرة للقدرات الفنية الإيرانية في مجال تطوير أجهزة الطرد المركزي والتجارب ذات الصلة.